# Alexander-M.-Patch-Brücke
Die Alexander-M.-Patch-Brücke war eine nach dem amerikanischen General Alexander M. Patch benannte Rheinbrücke in Mainz.

## Geschichte

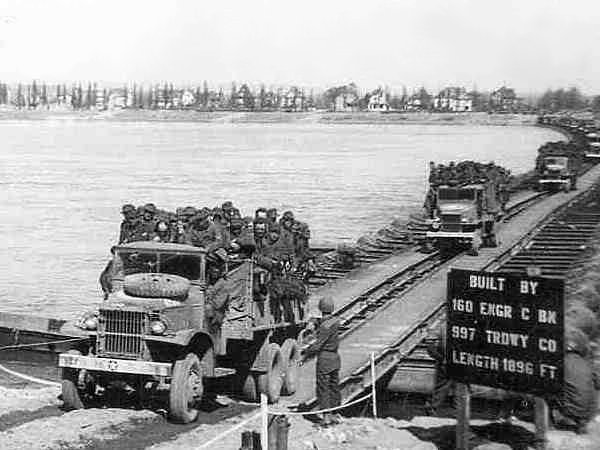
LKWs der U.S. Army bringen deutsche Kriegsgefangene bei Mainz über den Rhein. Übergang im Bereich der späteren Alexander-M.-Patch-Brücke, im Hintergrund Kastel. Die Aufnahme entstand Ende März oder im April 1945.

Bereits zur Römerzeit gab es in Mainz eine feste Rheinbrücke, die jedoch wahrscheinlich im 5. Jh. zerstört wurde. Seit dem 17. Jh. bestand in Mainz durchgängig eine Brückenverbindung zum rechtsrheinischen Brückenkopf Mainz-Kastel. Zunächst durch die 1661 fertiggestellte Schiffbrücke, später durch die 1882–1885 erbaute feste Straßenbrücke. Diese wurde 1931–1934 verbreitert. Doch schon am 17. März 1945, kurz bevor die amerikanischen Truppen gegen Ende des Zweiten Weltkriegs die Stadt erreichten, wurde die Brücke wie auch die übrigen Mainzer Rheinbrücken durch die sich zurückziehenden deutschen Truppen gesprengt.
Die Amerikaner errichteten nach Einnahme der Stadt zunächst innerhalb von zehn Stunden eine behelfsmäßige Pontonbrücke, um auf das rechte Rheinufer übersetzen zu können. Diese Brücke bestand vom 26. März 1945 bis 14. April 1945 und diente dem Vorrücken der US-Armee. Diese Pontonbrücke lag ca. 500 m stromabwärts der gesprengten Straßenbrücke in Verlängerung der Kaiserstraße.

## Konstruktion
Nach dem Zweiten Weltkrieg bestand die Notwendigkeit einer festen Rheinbrücke in Mainz. Da die gesprengte Straßenbrücke nicht rechtzeitig wiederhergestellt werden konnte, wurde ab Herbst 1945 im Bereich der ehemaligen Pontonbrücke eine Behelfsbrücke errichtet. Verantwortlich für die Konstruktion und die Bauausführung war das 333rd Engineer Special Service Regiment.

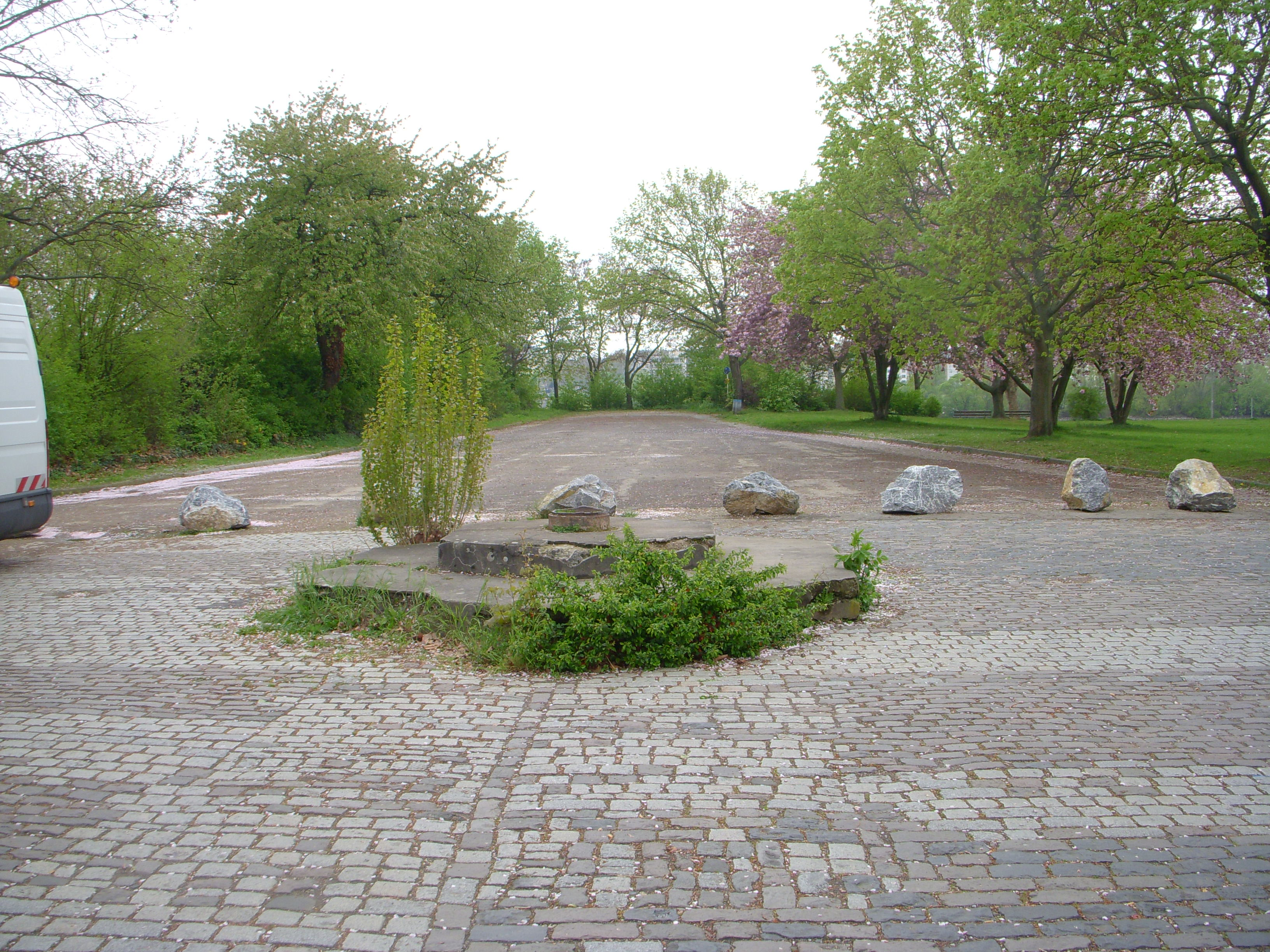
Reste der Brückenrampe an der Eleonorenstraße Mainz-Kastel in Verlängerung des Rathenauplatzes, im Vordergrund ein Podest eines Flaggenmastes zum Aufstellen der amerikanischen Flagge

Die Gründung der Behelfsbrücke und deren 27 Stützen bestanden aus Stahlrohr, worauf ein Brückenüberbau in einer Konstruktion aus Profilstahl sowie mehrlagig aus Holzbalken und Holzbelag errichtet wurde.  Über der im Brückenbereich eingeengten Fahrrinne bestand das Brückenmittelteil aus zwei je 280 Tonnen schweren Stahlfachwerküberbauten. Die Brücke war für eine Belastung von je 40 Tonnen bei Zweirichtungsverkehr oder 70 Tonnen bei Einrichtungsverkehr ausgerichtet.
Die Bauzeit betrug drei Monate. In Anwesenheit von Vertretern der amerikanischen und der französischen Besatzungstruppen wurde die Brücke am 18. Januar 1946 eingeweiht.
Sie blieb in Betrieb, bis am 15. Mai 1950 die Straßenbrücke wiederhergestellt war und unter dem Namen Theodor-Heuss-Brücke in Betrieb genommen wurde. Die Alexander-M.-Patch-Brücke war als Behelfsbrücke nur noch eingeschränkt sicher. Sie wurde Ende der 1950er Jahre lediglich noch zu bestimmten Tageszeiten für den öffentlichen Verkehr mit eingeschränkten Verkehrslasten genutzt. Nach dem Neubau der Schiersteiner Brücke und der Weisenauer Brücke mit deren gemeinsamer Einweihung am 12. Dezember 1962 durch den damaligen Bundesverkehrsminister Hans-Christoph Seebohm konnte die endgültige Verkehrssperrung der Behelfsbrücke realisiert werden. Ebenso war bereits die Demontage der Alexander-M.-Patch-Brücke beschlossen, um die Einengung der Schifffahrtsrinne nach Höhe und Breite durch die alte Behelfsbrücke zu beseitigen. Mit der Demontage musste bis nach dem letzten Eisgang im Rhein vom 27. Dezember 1962 bis 7. März 1963 gewartet werden, bis im Frühjahr 1963 mit dem Abbau begonnen wurde. Die Höhenbeschränkung über der Fahrrinne entfiel durch den Abbau des zweiten Stahlfachwerküberbaus am 22. März 1963, der mit einem Schwimmkran von der Südseite der Brücke ausgehoben und an das Rheinufer verbracht wurde.

## Planung zweite Rheinbrücke
Der Standort der Alexander-M.-Patch-Brücke war in den Verkehrsplanungen der Stadt Mainz auch nach Wiederaufbau der Theodor-Heuss-Brücke für eine zweite Brücke im Stadtbereich vorgesehen. Bereits 1961 bemängelte der Mainzer Generalplanungsbeauftragte Ernst May, dass die Theodor-Heuss-Brücke in Stoßzeiten überlastet war. Im Programmplan der Stadt aus dem Jahr 1958 war die zweite Rheinbrücke an Stelle der Alexander-M.-Patch-Brücke als direkte Fortsetzung der Kaiserstraße an das Kasteler Ufer vorgesehen. Die Verkehrsplanung von Kurt Leibbrand sah im Bereich Kaiserstraße eine Brückenquerung über die Rheinallee vor, die Rampe der neuen Brücke hätte sich zwischen Rheinallee und Christuskirche befunden. Die neue Brücke hätte eine übergeordnete Funktion als Haupttangente haben sollen, die alte Theodor-Heuss-Brücke aufgrund ihrer verkehrstechnisch ungünstigeren Lage lediglich Zubringerfunktion.
Die zweite Rheinbrücke ist im Mainzer Innenstadtgebiet jedoch nicht gebaut worden. Mit dem Ausbau des Mainzer Rings wurde der Verkehr durch zwei weitere Straßenbrücken, die Schiersteiner Brücke und die Weisenauer Brücke weiträumiger verteilt. Zusätzlich wurde die Theodor-Heuss-Brücke von 1992 bis 1995 aufwendig saniert und verbreitert.